# Хилиарх
Хилиарх (на гръцки: χιλίαρχος, букв. „командващ хиляда“), в гръцката армия по време на елинистически период, в командир на военна единица от 1000 мъже. Това е приблизителният еквивалент на днешния батальон.